# Richard Herwarth von Bittenfeld
Richard Herwarth von Bittenfeld (* 8. November 1829 in Berlin; † 17. Dezember 1899 ebenda) war ein preußischer Offizier und Landrat des Kreises Bergheim (Erft).

## Leben
Der evangelische Richard Herwarth von Bittenfeld entstammte dem alten Augsburger Stadtadelsgeschlecht Herwarth von Bittenfeld und war ein Sohn des Generals der Infanterie sowie Gouverneurs von Magdeburg Hans Herwarth von Bittenfeld und dessen Ehefrau Mathilde Freiin, geb. von Sobeck und Kornitz (1803–1870). Er genoss zunächst seine erzieherische Ausbildung in den Kadettenkorps Potsdam und Berlin, von wo er am 1. April 1848 als Portepee-Fähnrich zum Garde-Jäger-Bataillon überwiesen wurde. Am 12. Februar 1850 wurde er Secondelieutnant, am 12. September 1857 Premierlieutnant und am 13. Oktober 1850 Hauptmann. In den Jahren 1866 und 1870/71 nahm er an Feldzügen teil, bevor ihm am 15. Juni 1875, als Oberstlieutnant mit Aussicht auf Pension und zivile Anstellung, die Verabschiedung bewilligt wurde. Zuletzt diente er beim 1. Rheinischen Landwehr-Regiment Nr. 25 in Aachen. Ab dem 1. Oktober 1875 fand er zunächst informatorische Beschäftigung beim Landratsamt Koblenz, bevor er am 23. Juni 1876 zum kommissarischen Landrat des Kreises Bergheim (Erft) ernannt wurde, worauf am 18. Juni 1878 die definitive Ernennung folgte. In Bergheim wurde er nach 15 Dienstjahren zum 1. August 1891 aus gesundheitlichen Gründen in den Ruhestand verabschiedet.

## Familie
Richard Herwarth von Bittenfeld heiratete am 15. Juli 1871 in Karlsruhe Julie von Haber (* 27. Oktober 1846 in Karlsruhe; † 18. Dezember 1938 in Bad Harzburg), Tochter des Bankiers (Rentners) Jordan von Haber und dessen Ehefrau Henriette, geborene Beyfus.